# 모니크 판더벤
모니크 판더벤(네덜란드어: Monique van de Ven, 1952년 7월 28일 ~ )은 네덜란드의 배우, 영화 감독이다. 황금송아지상 영화 부문 여우주연상 2회 수상자(1984년, 1990년)이다.

## 작품 목록
- 사랑을 위한 죽음 (1973)
- 전갈 (1984)
- 한밤의 살인자 (1986)
- 로미오 (1990)